# Дневник једне депресије
Дневник једне депресије су дневнички записи немачке новинарке и књижевнице Урсуле Голдман-Пош (1949–2016) објављен 1985. године. Издање на српском језику објавила је издавачка кућа „Нолит“ 1986. године у преводу Александра Маринковића.

## О аутору
Урсула Голдман-Пош немачка књижевница и новинарка рођена је 1949, а умрла 2016. године у својој 67. години.
Осим Дневника једне депресије, написала је и следеће књиге: Über-Lebensbuch Brustkrebs: Die Anleitung zur aktiven Patientin - In Abstimmung mit international anerkannten Brustkrebs-Experten; Uber-Lebensbuch Brustkrebs; Der Knoten Uber Meinem Herzen: Brustkrebs Darf Kein Todesurteil Sein и Der Knoten Uber Meinem Herzen: Brustkrebs Darf Kein Todesurteil Sein: Therapien Und Andere Hilfen.

## О делу
На насловној страни књиге стоји текст којим ауторка исказује на огромну жељу да изађе из стања депресије: 
| „ | Желела бих да више никада не буде мрачно и да више никада не морам да се вратим тамо где сам се сусрела са својим страхом. | ” |

Књига је исповест једне интелигентне, сензибилне девојке која се бори са депресијом. Дневник и исповести су често прекидани цитатима из књига који на тај начин формирају објективни оквир депресије.
Порука аторке коју је са Дневником једне депресије желела да пренесе јесте то да депресију требамо да посматрамо као потрес изазван биолошким као и животним и међуљудским односима. Да су такође битни чиниоци у појави депресије и страх и паника.
Ауторка књигом поручује да се депресија може лечити и излечити психотерапијом и антидепресивима. Иако дубокао депресивна, са мрачним мислима и борбом, даје значај медицинском, психијатријском и психотерапеутском лечењу.